# Українсько-гаянські відносини
Українсько-гаянські відносини  — двосторонні відносини між Україною і Гаяною у галузі міжнародної політики, економіки, освіти, науки, культури тощо
Гаяна визнала незалежність України 8 січня 1992 року, дипломатичні відносини встановлено 15 листопада 2001 року.
Гаяна  не має представництва в Україні, вона входить до сфери відповідальності Посольства України в Бразилії.

## Двосторонні зв'язки

### Економічні зв'язки
16 листопада 2005  року було підписано угоду про торговельно-економічне співробітництво між Урядом України та Урядом Республіки Гаяна.
За даними Державної служби статистики України в 2019 році  товарообіг між Україною та Гаяною склав 91 350,5 тис. дол. США. При цьому український експорт збільшився на 250 % до  2279,6 тис. дол. США, імпорт з Гаяни збільшився  на 117,2% до 89070,9 тис. дол. США. Український експорт на 99,9% складався з руди, шлаків і зола. Основними товарами гаянського експорту були жири та олії тваринного або рослинного походження (60,3%).